# James Thompson (pilote automobile)
Pour les articles homonymes, voir James Thompson et Thompson.
James Thompson, né le 26 avril 1974 à York, est un pilote automobile anglais. Spécialisé dans les épreuves de tourisme, il a remporté par deux fois le championnat britannique en 2002 et en 2004, et plusieurs victoires en championnat du monde.

## Carrière
James Thompson commence à courir au BTCC en 1994 pour le compte d'une écurie privée utilisant des Peugeot 405. Ses bonnes performances lui permettent de courir pour l'écurie Vauxhall en 1995. Cette année-là, il devient le plus jeune pilote à remporter une course et obtient ses deux premières pole positions, mais sa saison est écourtée à la suite d'un accident sur le circuit de Knockhill. 1996 est une année de transition, avec la Vauxhall Vectra, bien que James remporte une victoire à Snetterton : en deux tours, il passe de la cinquième à la première place, Roberto Ravaglia et Rickard Rydell étant victimes d'une collision, Joachim Winkelhock partant en tête-à-queue et Alain Menu tombant en panne. 
En 1997, il rejoint l'équipe Honda et finit la saison en cinquième position. Il finit en troisième position en 1998 et à la quatrième place l'année suivante. James déclare forfait pour deux manches à cause d'une blessure en 2000, mais termine cinquième.
Lorsque Honda met un terme à son aventure en BTCC en 2001, James Thompson rejoint l'écurie Team Egg Sport, où il remporte à bord de sa Vauxhall quatre courses et finit à la troisième place du classement des pilotes. Il retourne chez Vauxhall en 2002, qui allait dominer le championnat de 2002 à 2004 avec leur Vauxhall Astra : Thompson remporte le titre en 2002 et en 2004, et son coéquipier Yvan Muller est sacré en 2003.
En 2005, Thompson quitte le BTCC et participe au championnat du monde des voitures de tourisme avec l'écurie Alfa Romeo. Bien que sa saison commence par une victoire en Italie, elle ne sera pas couronnée de succès, puisqu'il termine à la huitième place du classement des pilotes. En 2006, il s'engage avec l'écurie Seat et participe également à quelques courses du BTCC.
Cette année-là, Thompson prend part à dix-huit des trente courses du championnat britannique. Pour la plupart des manches, il utilise une Seat, mais pour la dernière manche à Silverstone, il utilise sa voiture de WTCC sponsorisé par Red Bull. Après les neuf premières courses, il devance Jason Plato mais lui concède la victoire à Croft.
Côté WTCC, la saison de James est ponctuée de trois podiums et il est même un temps leader du championnat après Puebla ! Mais la suite de la saison sera catastrophique et il ne terminera que 8e, comme en 2005.
En 2007, Thompson rejoint Alfa Romeo pour l'écurie N.Technology. Bien que l'Alfa Romeo ne soit pas aussi développée que ses rivales, il lutte pour le titre de champion du monde jusqu'à la dernière course à Macao et termine finalement à la troisième place, remportant les deux courses du meeting espagnol.
L'année suivante, Thompson conserve sa place chez N.Technology qui change sa voiture pour une Honda Accord Euro R. Il prend part également au championnat danois des voitures de tourisme. Après avoir déclaré forfait pour les deux premières manches de la saison, l'écurie a du mal à développer une voiture compétitive mais Thompson réalise deux podiums à Imola (3e et premier). N.Technology se retire du championnat à la fin de la saison, et James se retrouve sans baquet.
Pour 2009, des rumeurs disent que James Thompson ferait son retour en BTCC avec l'écurie Team Dynamics pour piloter leur Honda Civic. L'anglais participe bien au championnat britannique, en remplacement de Gordon Shedden. Il remporte deux courses à Donington Park et une victoire à Oulton Park. Il fait également quelques apparitions au championnat du monde. Il termine troisième du championnat danois et remporte la ETC Cup Super 2000, au volant d'une Honda Accord.
En 2011, James Thompson participe au championnat suédois des voitures de tourisme.

## Palmarès
- 1992 : Formule Vauxhall Jr GB (2 victoires)
- 1993 : British National Saloon Cup (7 victoires)
- 1994 : BTCC, 23e
- 1995 : BTCC, 7e (1 victoire)
- 1996 : BTCC, 10e (1 victoire)
- 1997 : BTCC, 5e (1 victoire)
- 1998 : BTCC, 3e (4 victoires)
- 1999 : BTCC, 4e (1 victoire)
- 2000 : BTCC, 9e (1 victoire)
  - DTM, 18e
- 2001 : BTCC, 3e (4 victoires)
- 2002 : BTCC, champion (6 victoires)
- 2003 : BTCC, 2e (4 victoires)
- 2004 : BTCC, champion (4 victoires)
- 2005 : WTCC, 8e (1 victoire)
- 2006 : WTCC, 8e
  - BTCC, 6e (3 victoires)
- 2007 : WTCC, 3e (2 victoires)
- 2008 : WTCC, 15e (1 victoire)
  - DTC : 9e (2 victoires)
- 2009 : ETC Cup Super 2000, 1er
  - DTC : 3e (4 victoires)
  - BTCC, 9e (3 victoires)
  - WTCC, 17e
- 2010 : ETC Cup Super 2000, 1er